# 井澤由美子
井澤 由美子（いざわ ゆみこ、1965年11月23日 - ）は、東京都出身の料理研究家、調理師。

## 経歴
姉妹で飲食店を経営し、子育てをしながら、アメリカの人気ライフスタイル誌の日本版編集部（料理班、広告制作、テストキッチン）に在籍。編集部時代より、料理書籍出版、料理番組などに出演するようになる。
独立し料理家として、テレビ・書籍・広告・雑誌・新聞・ラジオ・イベント・講習会などで活躍。
料理・レシピを提供し、レストランのプロデュース等を手掛けるとともに、薬膳学校や、NHKカルチャー薬膳講師なども務める。

## 著書
- 男子厨房に入る（オレンジページ）
- 残りがち調味料を使い切るレシピ（地球丸）
- 作ってあげたいどんぶり（角川SSコミュニケーションズ）
- あったか美味しい煮込み料理（成美堂出版）
- からだにやさしいレモン塩レシピ（宝島社　2013年12月）
- やせる!レモン塩レシピ（宝島社　2014年3月）
- こんなに使える!レモン塩レシピブック（学研パブリッシング　2014年7月）
- レモン塩大人気レシピ（学研プラス　2014年10月）
- レモン塩のごちそうそレシピ（2014年11月）
- 簡単なのにきちんと作れるおせち料理（成美堂出版　2014年11月）
- 「ストウブ」でもてなしごはん&毎日おかず（主婦の友社　2014年11月）
- シニアの元気　菌の力でおいしいレシピ（NHK出版）
- 乳酸キャベツ健康レシピ（マガジンハウス　2016年2月）
- 乳酸キャベツで体すっきり!もっと健康!（宝島社　2016年10月）
- 乳酸キャベツからだに効くレシピ（扶桑社　2017年4月）
- 豆と発酵食があれば（マガジンハウス　2017年7月）
- Drクロワッサン免疫力を上げる6大発酵食レシピ（マガジンハウス　2017年11月）
- 甘みとうまみの究極の万能酢!レーズン昆布酢健康レシピ（NHK出版　2018年7月）
- Drクロワッサン野菜や薬味で健康を整える薬膳の知恵（マガジンハウス　2018年10月）
- 体がよろこぶ お漬け物：乳酸発酵の力で、体の中から美しく (誠文堂新光社　2019年7月)
- 12か月の食べ合わせ暦　毎日の食事で心と体をととのえる　漢方ごはん (永岡書店　2021年8月)
- まいにち食薬養生帖 365の心とからだの薬になる (リトルモア　2022年2月)

他著書多数

## 出演

### テレビ
- みんなのきょうの料理（NHK　2004年）
- news every（日本テレビ　2014年）
- 趣味どき!私の朝活美味しいスタイル（NHK　2017年）
- 所さんの目がテン!（日本テレビ　2018年）
- ヒルナンデス（日本テレビ　2019年）
- スッキリ（日本テレビ　2020年）
- 四季彩キッチン（フジテレビ　2020年）
- きょうの料理（NHK　2020年）
- あさイチ -みんな!ゴハンだよ-（NHK　2021年）
- きょうの料理（NHK　2022年）
- あさイチ -みんな!ゴハンだよ-（NHK　2022年）

### ラジオ
- ロハストーク 中医学・薬膳・健やかな暮らし（J-WAVE　2022年2月）
- GOOD NEIGHBORS ・食にまつわるストーリー・美容・発酵食　全4回（J-WAVE　2022年3月）
- まいにち食薬養生帖・12ヶ月の手仕事（FMヨコハマ　2022年3月）
- ラジオ深夜便・美味しい仕事人・シニアの養生ごはんのススメ（NHK　2022年4月）
- TOKmorning radio 美と健康・まいにち食薬養生帖　全4回（J-WAVE　2022年5月）

他出演多数